# Apia
För andra betydelser, se Apia (olika betydelser).

Apia är huvudstaden i önationen Samoa i Stilla havet, belägen på ön Upolu. År 2006 hade Apia 37 708 invånare.

## Historia

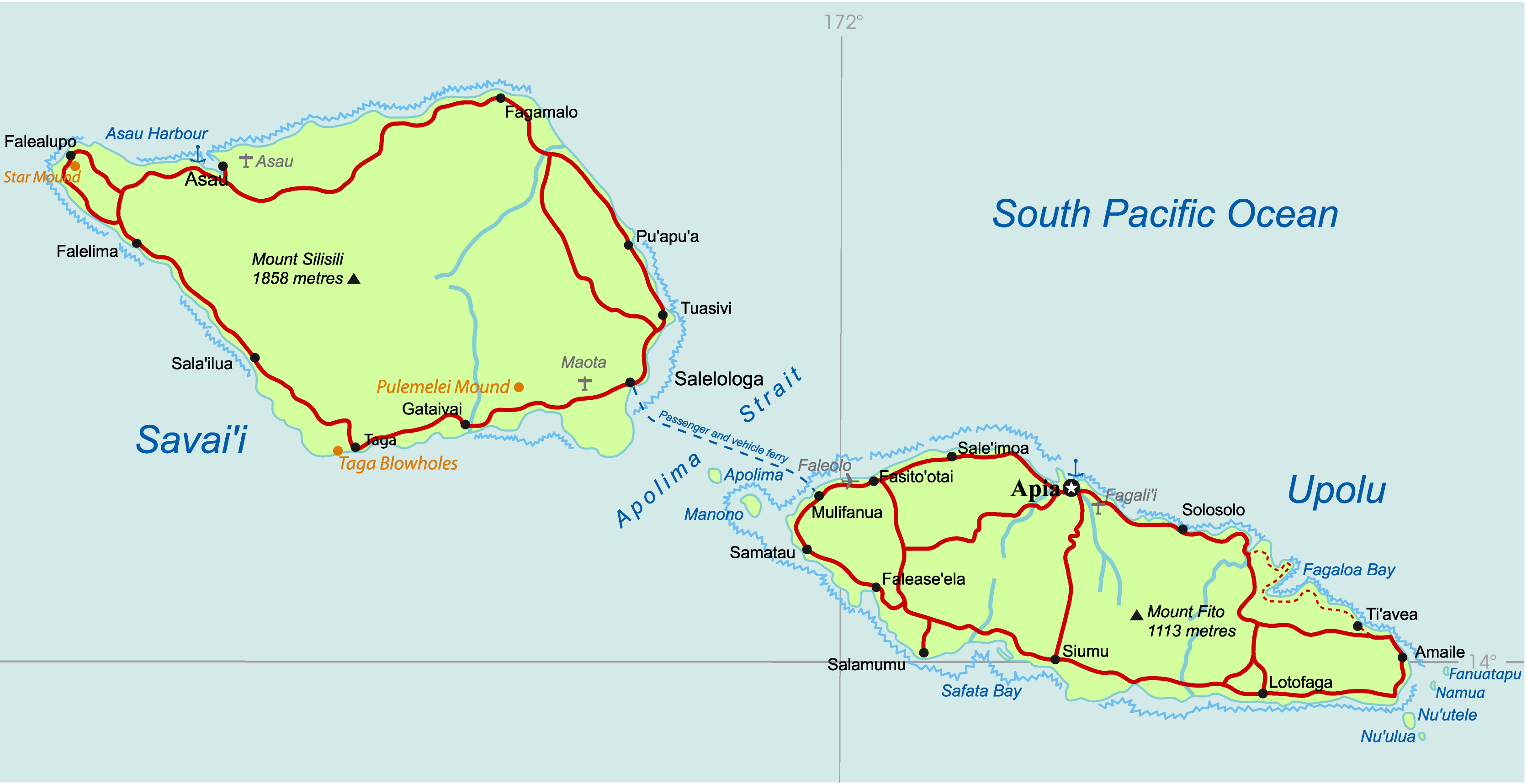
Apias läge.

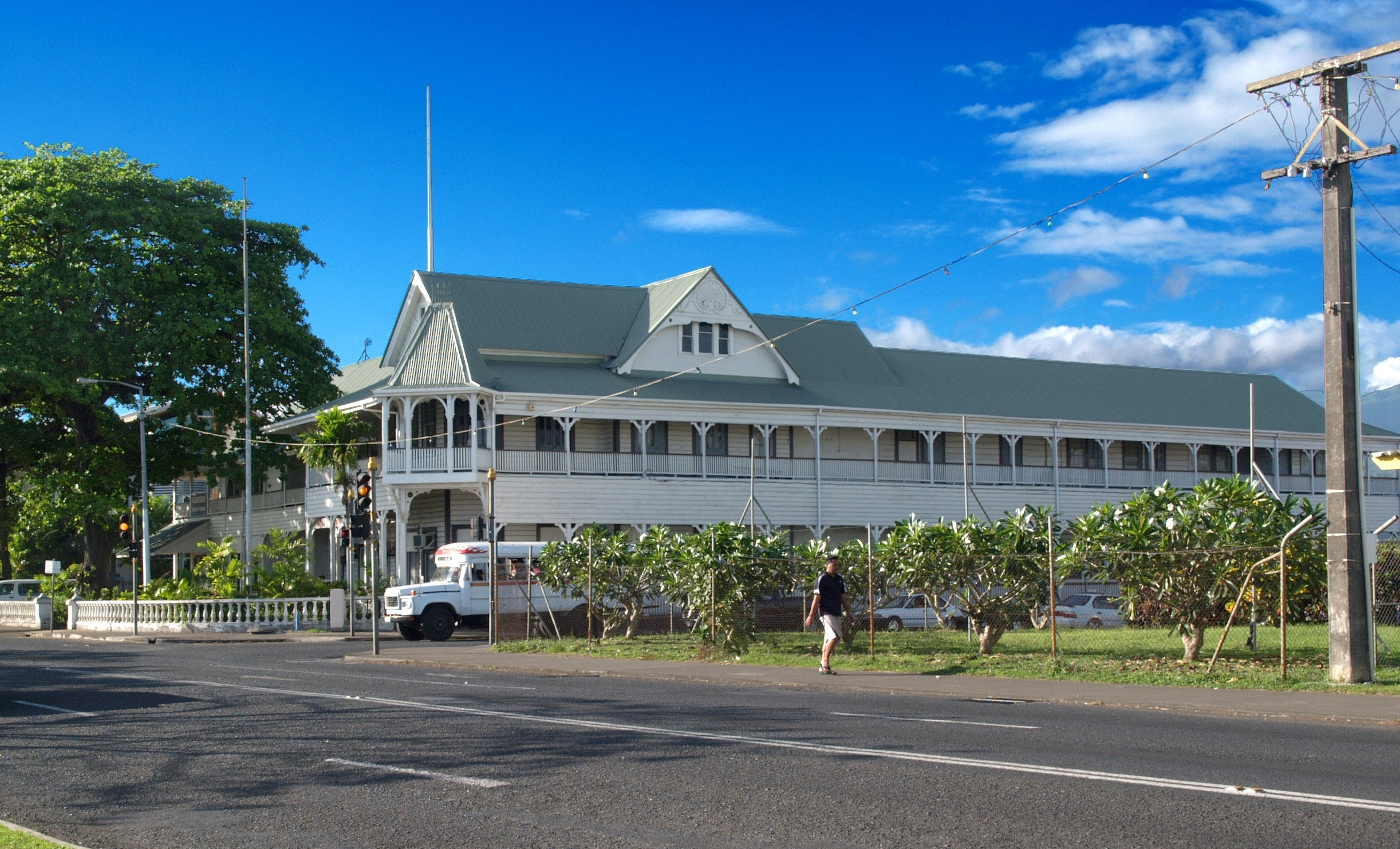
Apia Courthouse, domstolsbyggnaden.

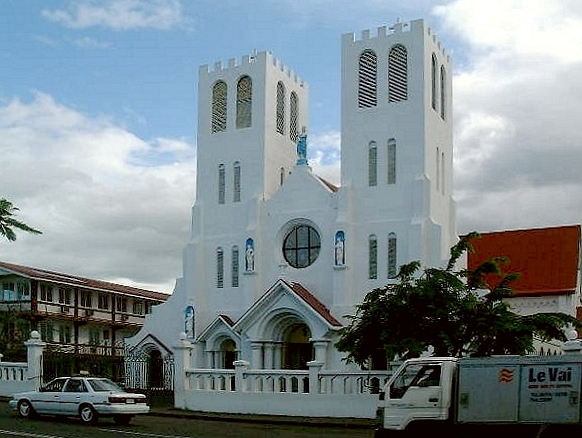
Katolska kyrkan i Apia.

Apia var en liten by innan européernas ankomst till Samoa på 1830-talet. Mellan 1899 och 1914 var den huvudort i det Tyska Samoa och även under Nya Zeelands förvaltning förblev den huvudorten. 1962 utsågs Apia även formellt till huvudstad för det självständiga Samoa.
Den 9 mars 1868 anlände den svenske utvandraren Gustav Nilsson till Apia och den 2 januari 1891 tillträdde svenske Conrad Cedercrantz som chef för Högsta domstolen i Samoa. Cedercrantz innehade ämbetet till den 3 november 1893.[källa behövs]
År 1879 anlade Tyskland en flottbas på ön. Mellan den 15 och 16 mars 1889 drabbades Apia av en kraftig cyklon med stora skador som följd. År 1902 påbörjades uppförandet av observatoriet på halvön Mulinuu.[källa behövs] Den 19 mars 1927 grundades Maurörelsen i Apia.[källa behövs] Den 19 oktober 1965 anlände den amerikanske tonåringen Robin Lee Graham till Apia under sin fem år långa (1965 - 1970) ensamsegling jorden runt. Den 12 december 1981 öppnades Vailima-museet.

## Staden
Apia är belägen på ön Upolu kring viken där Vaisigano River flyter ut i havet på öns norra del och hade i juli 2010 cirka 40 000 invånare. Apia är huvudhamnen i Samoa och även landets enda stad. 
Centrum utgörs av området kring Pulenunu Clock Tower och Beach Road där det finns banker, affärer, restauranger och några hotell inklusive det kända hotellet Aggie Grey's. Det finns tre större marknader i staden, Fish Market vid hamnen, Maketi Fou (Frukt- och grönsaksmarknaden) vid Fugalei Street och en stor loppmarknad.
Det finns få historiska byggnader förutom kyrkorna, en katolsk kyrka, en anglikansk kyrka och en Congregational Christian Church, samt domstolsbyggnaden och några hus från kolonialtiden. I staden finns det lilla museet Samoa Museum med en liten samling samoanska kulturföremål och artefakter och en liten bit utanför staden ligger Vailima, författaren Robert Louis Stevensons forna hem som numera är ett museum.
På halvön Mulinuu i Apias norra del ligger parlamentet Fonos byggnad "Maota Fono" och ett gammalt observatorium.
Förvaltningsmässigt ligger staden i distriktet Tuamasaga och i Apia ligger även de två universiteten "National University of Samoa" (grundat 1988) och "University of the South Pacific School of Agriculture" (grundat 1977).
Stadens flygplats Fagali'i (flygplatskod "FGI") ligger ca fem kilometer öster om Apia och har kapacitet för lokalt flyg.